# The Present

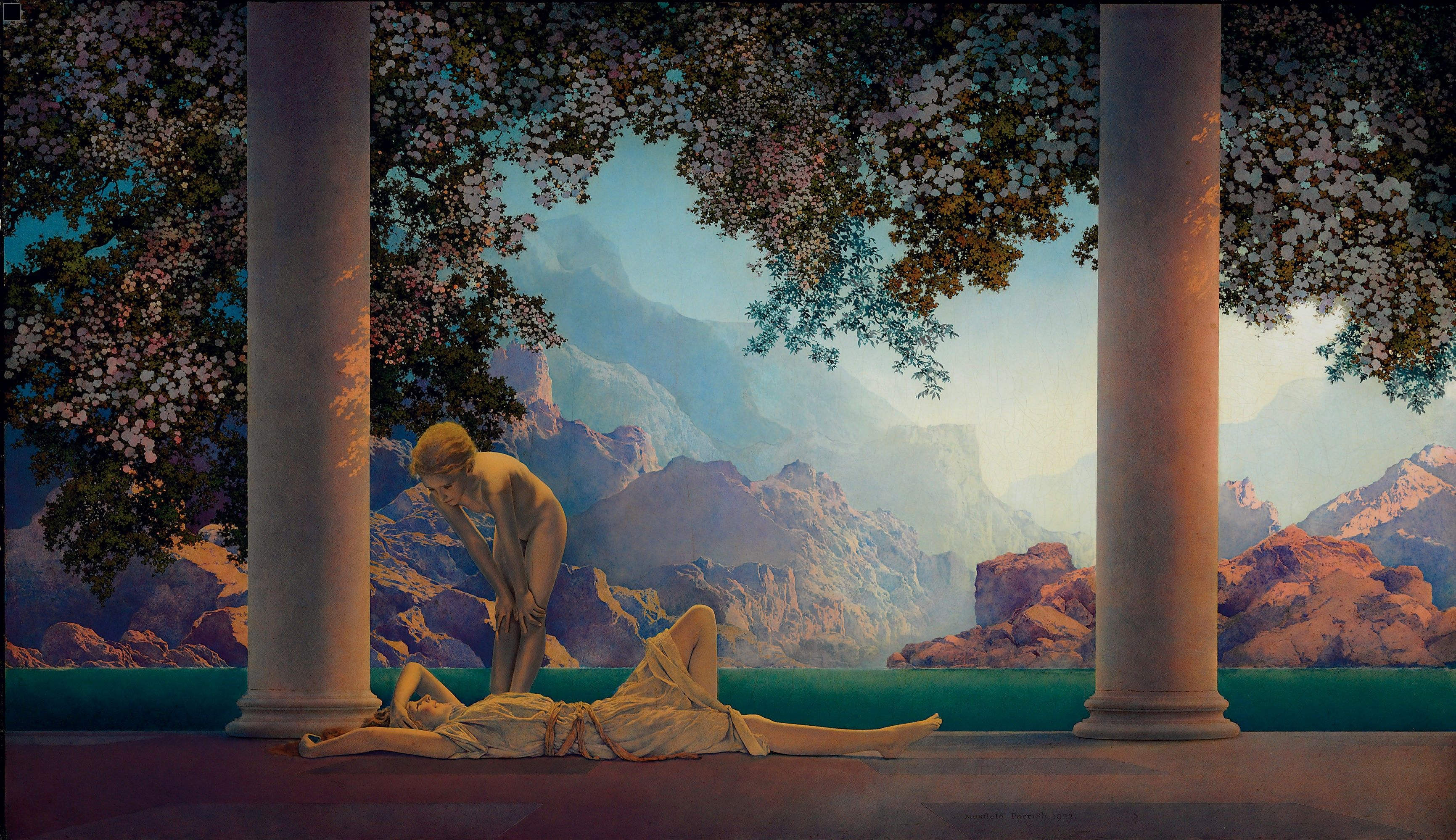
De platenhoes was een bewerking van het schilderij "Daybreak" van Maxfield Parrish.

The Present is een muziekalbum van The Moody Blues uit 1983. 
Het album werd opgenomen in de destijds net door 10cc verkochte Strawberry Studios. Het was het eerste album dat direct uitkwam op compact disc. De muziek, die zich uitstekend leende voor dit medium, was voor die tijd behoudend. Na de punkbeweging deed de disco opgang, wat hier en daar terug te vinden is in de strakke en up-tempo songs. "Hole in the World" was een muzikaal intro voor "Under my Feet". "I am" bracht Ray Thomas terug naar de vroege albums van The Moody Blues; het klonk als een gedicht met psychedelische muziek op de achtergrond. "I am" diende als intro voor "Sorry", een track met tempowisselingen. 
De drie singles  "Blue World", "Sitting at the Wheel" en "Running Water" deden het, net als het album, niet goed in Nederland. In de rest van de wereld verkochten ze wel, maar minder dan de singles van vorige albums. Zoals toen gebruikelijk was werd er een remix van "Sitting at the Wheel" uitgebracht, verzorgd door Steven Greenberg. De middenstemmen werden verwijderd, waardoor alleen de zangstemmen, gitaar en basgitaar overbleven, met voornamelijk een discodreun. Er werd ook een deel met akoestische gitaar ingevoegd. Zonder de discobeat leek de gitaarmuziek op het akoestische intro van de single "Question" uit 1970.
In 2008 volgde een geremasterde heruitgave van het album, die twee bonustracks bevatte. In deze versie was duidelijk te horen dat de muziek aansloot bij hun muziek uit de jaren 70. Indien de versieringen van Moraz buiten beschouwing worden gelaten, en de toetsenpartij over zou worden gezet naar de Mellotron in plaats van de Moog, is er weinig verschil.

## Musici
- Justin Hayward – zang, gitaar
- John Lodge – zang basgitaar
- Ray Thomas - zang, harmonica, dwarsfluit
- Patrick Moraz – toetsen
- Graeme Edge - drums
- Pip Williams – sequencing en producer

## Tracklist
1. Blue world (Hayward) – 5:19
2. Meet me halfway (Hayward/Lodge) – 4:08
3. Sitting at the Wheel (Lodge) – 5:40
4. Going nowhere (Graeme Edge) – 5:33 (wordt gezongen door Thomas)
5. Hole in the world (Lodge) – 1:54
6. Under my feet (Lodge) – 4:51
7. It's cold outside of your heart (Hayward) – 4:27
8. Running water (Hayward) – 3:23
9. I am (Thomas) – 1:40
10. Sorry (Thomas) – 5:02
11. Blue world (singleversie) – 3:38
12. "Sitting at the wheel (remix) – 7:32

## Uitgevers
- LP: Threshold Records TXS 140; 29 augustus 1983
- CD: Threshold Records 810119; circa 15 oktober 1983
- CD (remastered): Threshold Records 531278; 10 november  2008